# Frederik Knudsen Urne
Frederik Knudsen Urne til Alslevgård og Bregentved (født 1. november 1601 på Alslevgaard, død 12. april 1658 i København), dansk lensmand.
Han var søn af lensmand Knud Axelsen Urne og Margrethe Eilertsdatter Grubbe og dermed bror til kansler Christoffer Knudsen Urne, til Eiler Urne til Rudbjerggaard, landsdommer Axel Knudsen Urne til Rygård, rigsråd Sivert Knudsen Urne til Rårup og rigsmarsk Jørgen Knudsen Urne.
Han var sekretær i kancelliet 1622-24 og derefter hofjunker 1624-25. Som sådan fulgte han Christian 4. på en rejse i 1625 til Tyskland i forbindelse med Christians indtræden i trediveårskrigen som hertug af Holsten, ledsagede i efteråret samme år Kirsten Munk på en rejse fra krigsskuepladsen til Danmark og atter tilbage til kongen.
Det følgende år blev han sendt i et diplomatisk hverv til Frankrig og Nederlandene og blev i 1627 lensmand over Kronborg og Frederiksborg Len, hvormed forenedes forpagtningen af Hørsholm.
I 1641 blev han i stedet lensmand på Silkeborg og fik derefter det store Trondhjems len 1642-56. I dette år vendte han tilbage til Danmark, blev lensmand på Roskildegård og 1657 på Halsted Kloster. Efter sin mor havde han arvet part i Alslevgård; men afstod den senere til sin bror Jørgen og købte i stedet i 1656 Kragerup af oberst Hans Friis og i 1630 Bregentved af Falk Gøye; dette sidste gods udvidede han stærkt og byggede vistnok en ny fløj med et kapel til hovedbygningen.
I 1658 døde han i sin gård i København. Hans enke, Karen Hansdatter Arenfeldt (født 10. november 1598), datter af Hans Arenfeldt og Anne Marsvin og dermed Kirsten Munks kusine, overlevede ham til 9. juni 1673. Hans datter Kirstine Urne (1628-72) blev i 1649 gift med vicekansler Ove Juul af Villestrup.
Altertavlen i Lille Lyngby Kirke (1630) og prædikestolen i Blistrup Kirke (1640) bærer Frederik Urnes og Karen Arenfeldts våben.